# Samuel Stevens
Samuel Stevens, Jr., född 13 juli 1778 i Talbot County, Maryland, död 7 februari 1860 i Talbot County, Maryland, var en amerikansk politiker (demokrat-republikan). Han var guvernör i delstaten Maryland 1822–1826.
Stevens gifte sig år 1804 med Eliza May. Hans far, som också hette Samuel Stevens, hade en stor förmögenhet. Under Stevens ämbetsperiod som guvernör beslutades det om att judar fick rösträtt i Maryland.
Stevens efterträdde 1822 Samuel Sprigg som guvernör och efterträddes 1826 av Joseph Kent. Anglikanen Stevens avled 1860 och gravsattes på en familjekyrkogård i Talbot County. Gravplatsen flyttades senare till Spring Hill Cemetery i Easton.